# Koenigsegg Hundra

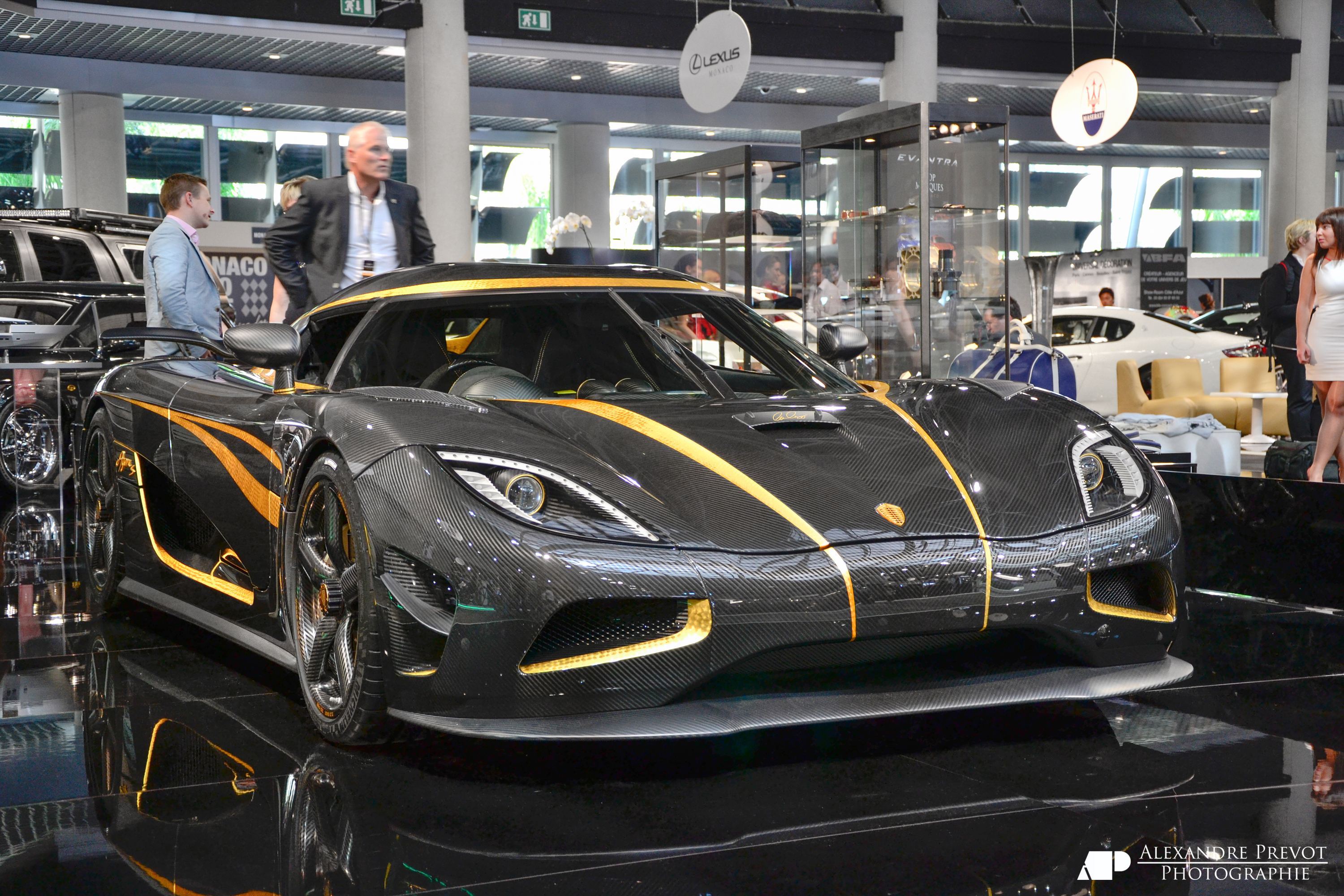
Koenigsegg Agera S Hundra

El Koenigsegg Hundra es un auto super-deportivo fabricado por la marca sueca Koenigsegg, fundada por Christian Von Koenigsegg en 1994. Este auto es un one-off elaborado especialmente para la celebración de los 10 años de la marca y de su unidad número 100 fabricada, tiene un costo de 1.6 millones de dólares. Su nombre viene del sueco hundra que significa 100 y hace referencia al número de esta unidad. 

## Diseño

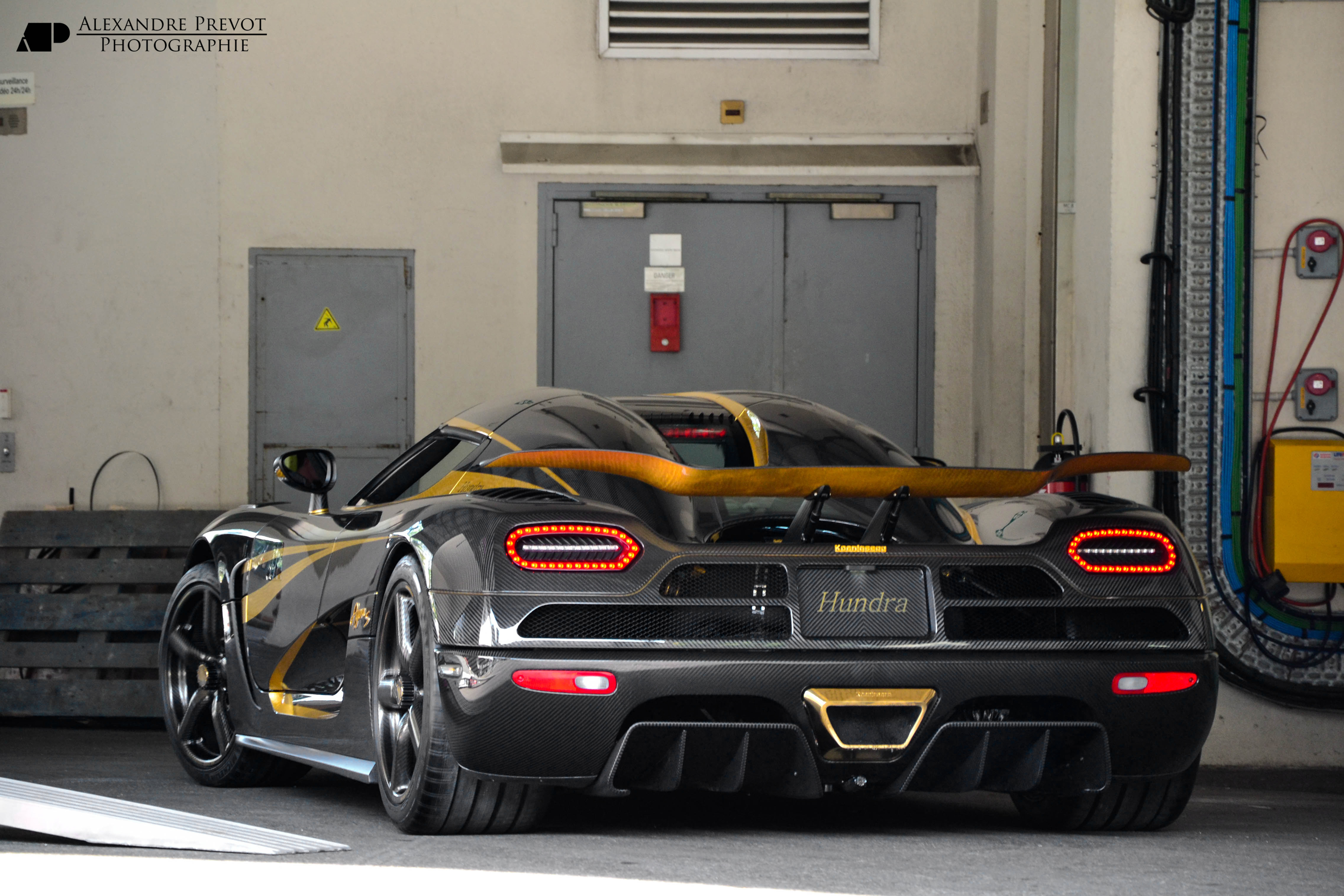
Koenigsegg Agera S Hundra vista trasera

El Hundra es una edición especial del Agera S con ligeras pero importantes modificaciones en la carrocería, como lo son sus incrustaciones de oro de 24 quilates y su carrocería hecha completamente de fibra de carbono.  Se presentó en el autoshow de Ginebra en el 2013 generando mucho interés por el futuro de la marca sueca.

## Especificaciones

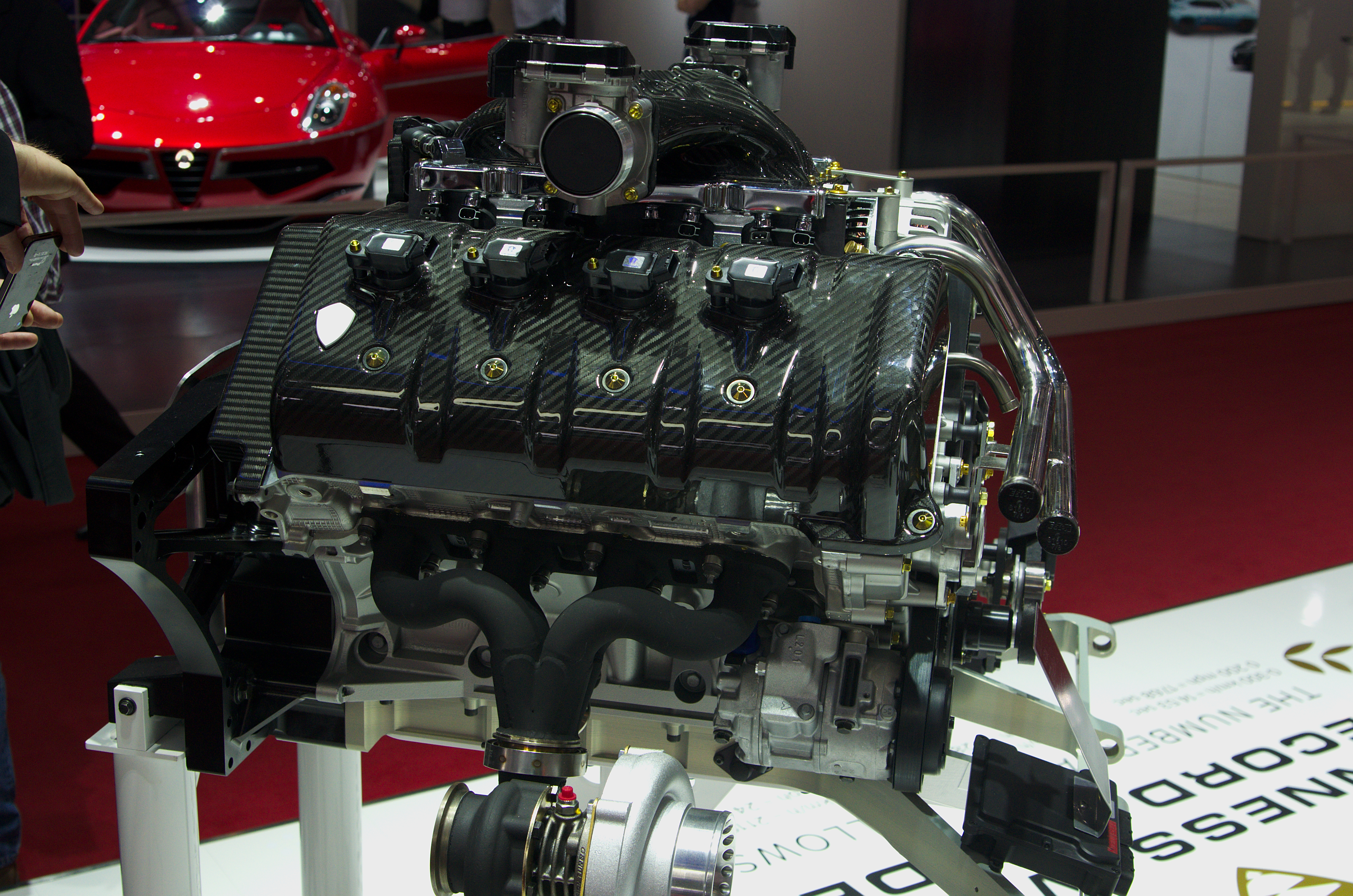
motor del Agera S Hundra

Es impulsado por un motor 5.0 litros biturbo de 8 cilindros en V con 32 válvulas, que generan 1030 caballos de fuerza y 812 libras de pie de torque. Su velocidad máxima es de 447km/h (273mph) y acelera de 0-100km/h en 2.8 segundos.
Cuenta con 4 frenos de disco carbono-cerámicos perforados, que son apretados por 6 pistones en los delanteros y 4 en los traseros. Las dimensiones de los discos son de 39.624cm y 37.846cm.

## Interior
Lo que más destaca a este auto es su fácil acceso y comodidad, ya que para ser un superdeportivo, la mayoría son muy difíciles de ingresar debido al diseño bajo aerodinámico que predomina. Su consola central mide las fuerzas g ejercidas en el auto, cuenta con sensores TPMS que son los encargados de medir la presión de las llantas. La pantalla de esta consola es una tipo Thin Film Transistor-Liquid Crystal Display (TFT-LCD) por sus siglas en inglés.